# Élections municipales de 2026 dans les Landes
Pour un article plus général, voir Élections municipales françaises de 2026.
Les élections municipales dans les Landes sont prévues en mars 2026. Cette page ne traite que les communes de 3 000 habitants et plus dans les Landes.

## Résultats à l'échelle du département

### Maires sortants et maires élus
| Commune                  | Population (en 2022) | Maire sortant(e)        | Parti | Parti | Maire élu(e) | Parti | Parti |
| ------------------------ | -------------------- | ----------------------- | ----- | ----- | ------------ | ----- | ----- |
| Aire-sur-l'Adour         | 6 215                | Xavier Lagrave          |       | UDI   |              |       |       |
| Bénesse-Maremne          | 3 733                | Jean-François Monet     |       | DVG   |              |       |       |
| Biscarrosse              | 15 412               | Hélène Larrezet         |       | DVD   |              |       |       |
| Capbreton                | 9 218                | Louis Galdos            |       | PS    |              |       |       |
| Dax                      | 21 716               | Julien Dubois           |       | HOR   |              |       |       |
| Hagetmau                 | 4 622                | Pascale Requenna        |       | MoDem |              |       |       |
| Labenne                  | 7 095                | Stéphanie Chessoux      |       | PS    |              |       |       |
| Mimizan                  | 7 449                | Frédéric Pomarez        |       | PS    |              |       |       |
| Mont-de-Marsan           | 31 455               | Charles Dayot           |       | MoDem |              |       |       |
| Morcenx-la-Nouvelle      | 5 005                | Paul Carrère            |       | PS    |              |       |       |
| Narrosse                 | 3 331                | Bérengère Sabourault    |       | PS    |              |       |       |
| Ondres                   | 6 194                | Eva Belin               |       | PCF   |              |       |       |
| Parentis-en-Born         | 7 463                | Marie-Françoise Nadau   |       | LR    |              |       |       |
| Peyrehorade              | 3 693                | Didier Sakellarides     |       | DVD   |              |       |       |
| Pouillon                 | 3 151                | Thierry Le Pichon       |       | DVD   |              |       |       |
| Rion-des-Landes          | 3 115                | Laurent Civel           |       | PS    |              |       |       |
| Saint-Martin-de-Seignanx | 6 123                | Julien Fichot           |       | DVG   |              |       |       |
| Saint-Paul-lès-Dax       | 14 114               | Julien Bazus            |       | PS    |              |       |       |
| Saint-Pierre-du-Mont     | 9 996                | Joël Bonnet             |       | DVD   |              |       |       |
| Saint-Sever              | 5 038                | Arnaud Tauzin           |       | LR    |              |       |       |
| Saint-Vincent-de-Paul    | 3 384                | Henri Bedat             |       | PS    |              |       |       |
| Saint-Vincent-de-Tyrosse | 8 051                | Régis Gelez             |       | PS    |              |       |       |
| Sanguinet                | 4 662                | Nathalie Soulage        |       | DVC   |              |       |       |
| Seignosse                | 3 914                | Pierre Pécastaings      |       | RE    |              |       |       |
| Soorts-Hossegor          | 3 669                | Christophe Vignaud      |       | DVD   |              |       |       |
| Soustons                 | 8 445                | Frédérique Charpenel    |       | PS    |              |       |       |
| Tarnos                   | 12 900               | Marc Mabillet           |       | PCF   |              |       |       |
| Tartas                   | 3 174                | Jean-François Broquères |       | RE    |              |       |       |
| Tosse                    | 3 455                | Jean-Claude Daulouède   |       | DVD   |              |       |       |

### Résultats en nombre de maires
| Partis       | Partis                               | Maires sortants | Maires élus | Évolution |
| ------------ | ------------------------------------ | --------------- | ----------- | --------- |
|              | Parti socialiste                     | 10              |             |           |
|              | Divers gauche                        | 2               |             |           |
|              | Parti communiste français            | 2               |             |           |
| Total gauche | Total gauche                         | 14              |             |           |
|              | Divers droite                        | 6               |             |           |
|              | Les Républicains                     | 2               |             |           |
| Total droite | Total droite                         | 8               |             |           |
|              | Mouvement démocrate                  | 2               |             |           |
|              | Renaissance                          | 2               |             |           |
|              | Divers centre                        | 1               |             |           |
|              | Horizons                             | 1               |             |           |
|              | Union des démocrates et indépendants | 1               |             |           |
| Total centre | Total centre                         | 7               |             |           |
| Total        | Total                                | 29              | 29          | -         |

## Résultats dans les communes de plus de 3 000 habitants

### Aire-sur-l'Adour
- Maire sortant : Xavier Lagrave (UDI)
- 29 sièges à pourvoir au conseil municipal (population légale 2022 : 6 215 habitants)
- 18 sièges à pourvoir au conseil communautaire (CC d'Aide-sur-l'Adour)

| Tête de liste | Tête de liste | Parti(s) | Nuance | Premier tour | Premier tour | Second tour | Second tour | Sièges | Sièges |
| Tête de liste | Tête de liste | Parti(s) | Nuance | Voix         | %            | Voix        | %           | CM     | CC     |
| ------------- | ------------- | -------- | ------ | ------------ | ------------ | ----------- | ----------- | ------ | ------ |

### Bénesse-Maremne
- Maire sortant : Jean-François Monet (DVG)
- 27 sièges à pourvoir au conseil municipal (population légale 2022 : 3 733 habitants)
- 3 siège à pourvoir au conseil communautaire (CC de Maremne-Adour-Côte-Sud)

| Tête de liste | Tête de liste | Parti(s) | Nuance | Premier tour | Premier tour | Second tour | Second tour | Sièges | Sièges |
| Tête de liste | Tête de liste | Parti(s) | Nuance | Voix         | %            | Voix        | %           | CM     | CC     |
| ------------- | ------------- | -------- | ------ | ------------ | ------------ | ----------- | ----------- | ------ | ------ |

### Biscarrosse
- Maire sortante : Hélène Larrezet (DVD)
- 33 sièges à pourvoir au conseil municipal (population légale 2022 : 15 412 habitants)
- 16 sièges à pourvoir au conseil communautaire (CC des Grands Lacs)

| Tête de liste | Tête de liste | Parti(s) | Nuance | Premier tour | Premier tour | Second tour | Second tour | Sièges | Sièges |
| Tête de liste | Tête de liste | Parti(s) | Nuance | Voix         | %            | Voix        | %           | CM     | CC     |
| ------------- | ------------- | -------- | ------ | ------------ | ------------ | ----------- | ----------- | ------ | ------ |

### Capbreton
- Maire sortant : Louis Galdos (PS)
- 29 sièges à pourvoir au conseil municipal (population légale 2022 : 9 218 habitants)
- 7 sièges à pourvoir au conseil communautaire (CC de Maremne-Adour-Côte-Sud)

| Tête de liste | Tête de liste | Parti(s) | Nuance | Premier tour | Premier tour | Second tour | Second tour | Sièges | Sièges |
| Tête de liste | Tête de liste | Parti(s) | Nuance | Voix         | %            | Voix        | %           | CM     | CC     |
| ------------- | ------------- | -------- | ------ | ------------ | ------------ | ----------- | ----------- | ------ | ------ |

### Dax
- Maire sortant : Julien Dubois (HOR)
- 35 sièges à pourvoir au conseil municipal (population légale 2022 : 21 716 habitants)
- 19 sièges à pourvoir au conseil communautaire (Grand Dax Agglomération)

| Tête de liste | Tête de liste | Parti(s) | Nuance | Premier tour | Premier tour | Second tour | Second tour | Sièges | Sièges |
| Tête de liste | Tête de liste | Parti(s) | Nuance | Voix         | %            | Voix        | %           | CM     | CC     |
| ------------- | ------------- | -------- | ------ | ------------ | ------------ | ----------- | ----------- | ------ | ------ |

### Hagetmau
- Maire sortante : Pascale Requenna (MoDem)
- 27 sièges à pourvoir au conseil municipal (population légale 2022 : 4 622 habitants)
- 12 sièges à pourvoir au conseil communautaire (CC Chalosse Tursan)

| Tête de liste | Tête de liste | Parti(s) | Nuance | Premier tour | Premier tour | Second tour | Second tour | Sièges | Sièges |
| Tête de liste | Tête de liste | Parti(s) | Nuance | Voix         | %            | Voix        | %           | CM     | CC     |
| ------------- | ------------- | -------- | ------ | ------------ | ------------ | ----------- | ----------- | ------ | ------ |

### Labenne
- Maire sortante : Stéphanie Chessoux (PS)
- 29 sièges à pourvoir au conseil municipal (population légale 2022 : 7 095 habitants)
- 5 sièges à pourvoir au conseil communautaire (CC de Maremne-Adour-Côte-Sud)

| Tête de liste | Tête de liste | Parti(s) | Nuance | Premier tour | Premier tour | Second tour | Second tour | Sièges | Sièges |
| Tête de liste | Tête de liste | Parti(s) | Nuance | Voix         | %            | Voix        | %           | CM     | CC     |
| ------------- | ------------- | -------- | ------ | ------------ | ------------ | ----------- | ----------- | ------ | ------ |

### Mimizan
- Maire sortant : Frédéric Pomarez (PS)
- 29 sièges à pourvoir au conseil municipal (population légale 2022 : 7 449 habitants)
- 13 sièges à pourvoir au conseil communautaire (CC de Mimizan)

| Tête de liste | Tête de liste | Parti(s) | Nuance | Premier tour | Premier tour | Second tour | Second tour | Sièges | Sièges |
| Tête de liste | Tête de liste | Parti(s) | Nuance | Voix         | %            | Voix        | %           | CM     | CC     |
| ------------- | ------------- | -------- | ------ | ------------ | ------------ | ----------- | ----------- | ------ | ------ |

### Mont-de-Marsan
- Maire sortant : Charles Dayot (MoDem)
- 39 sièges à pourvoir au conseil municipal (population légale 2022 : 31 455 habitants)
- 28 sièges à pourvoir au conseil communautaire (Mont-de-Marsan Agglomération)

| Tête de liste | Tête de liste | Parti(s) | Nuance | Premier tour | Premier tour | Second tour | Second tour | Sièges | Sièges |
| Tête de liste | Tête de liste | Parti(s) | Nuance | Voix         | %            | Voix        | %           | CM     | CC     |
| ------------- | ------------- | -------- | ------ | ------------ | ------------ | ----------- | ----------- | ------ | ------ |

### Morcenx-la-Nouvelle
- Maire sortant : Paul Carrère (PS)
- 33 sièges à pourvoir au conseil municipal (population légale 2022 : 5 005 habitants)
- 11 sièges à pourvoir au conseil communautaire (CC du Pays Morcenais)

| Tête de liste | Tête de liste | Parti(s) | Nuance | Premier tour | Premier tour | Second tour | Second tour | Sièges | Sièges |
| Tête de liste | Tête de liste | Parti(s) | Nuance | Voix         | %            | Voix        | %           | CM     | CC     |
| ------------- | ------------- | -------- | ------ | ------------ | ------------ | ----------- | ----------- | ------ | ------ |

### Narrosse
- Maire sortante : Bérengère Sabourault (PS)
- 23 sièges à pourvoir au conseil municipal (population légale 2022 : 3 331 habitants)
- 3 sièges à pourvoir au conseil communautaire (Grand Dax Agglomération)

| Tête de liste | Tête de liste | Parti(s) | Nuance | Premier tour | Premier tour | Second tour | Second tour | Sièges | Sièges |
| Tête de liste | Tête de liste | Parti(s) | Nuance | Voix         | %            | Voix        | %           | CM     | CC     |
| ------------- | ------------- | -------- | ------ | ------------ | ------------ | ----------- | ----------- | ------ | ------ |

### Ondres
- Maire sortante : Eva Belin (PCF)
- 29 sièges à pourvoir au conseil municipal (population légale 2022 : 6 194 habitants)
- 6 sièges à pourvoir au conseil communautaire (CC du Seignanx)

| Tête de liste | Tête de liste | Parti(s) | Nuance | Premier tour | Premier tour | Second tour | Second tour | Sièges | Sièges |
| Tête de liste | Tête de liste | Parti(s) | Nuance | Voix         | %            | Voix        | %           | CM     | CC     |
| ------------- | ------------- | -------- | ------ | ------------ | ------------ | ----------- | ----------- | ------ | ------ |

### Parentis-en-Born
- Maire sortante : Marie-Françoise Nadau (LR)
- 29 sièges à pourvoir au conseil municipal (population légale 2022 : 7 463 habitants)
- 7 sièges à pourvoir au conseil communautaire (CC des Grands Lacs)

| Tête de liste | Tête de liste | Parti(s) | Nuance | Premier tour | Premier tour | Second tour | Second tour | Sièges | Sièges |
| Tête de liste | Tête de liste | Parti(s) | Nuance | Voix         | %            | Voix        | %           | CM     | CC     |
| ------------- | ------------- | -------- | ------ | ------------ | ------------ | ----------- | ----------- | ------ | ------ |

### Peyrehorade
- Maire sortant : Didier Sakellarides (DVD)
- 27 sièges à pourvoir au conseil municipal (population légale 2022 : 3 693 habitants)
- 6 sièges à pourvoir au conseil communautaire (CC du Pays d'Orthe et Arrigans)

| Tête de liste | Tête de liste | Parti(s) | Nuance | Premier tour | Premier tour | Second tour | Second tour | Sièges | Sièges |
| Tête de liste | Tête de liste | Parti(s) | Nuance | Voix         | %            | Voix        | %           | CM     | CC     |
| ------------- | ------------- | -------- | ------ | ------------ | ------------ | ----------- | ----------- | ------ | ------ |

### Pouillon
- Maire sortant : Thierry Le Pichon (DVD)
- 23 sièges à pourvoir au conseil municipal (population légale 2022 : 3 151 habitants)
- 5 sièges à pourvoir au conseil communautaire (CC du Pays d'Orthe et Arrigans)

| Tête de liste | Tête de liste | Parti(s) | Nuance | Premier tour | Premier tour | Second tour | Second tour | Sièges | Sièges |
| Tête de liste | Tête de liste | Parti(s) | Nuance | Voix         | %            | Voix        | %           | CM     | CC     |
| ------------- | ------------- | -------- | ------ | ------------ | ------------ | ----------- | ----------- | ------ | ------ |

### Rion-des-Landes
- Maire sortant : Laurent Civel (PS)
- 27 sièges à pourvoir au conseil municipal (population légale 2022 : 3 115 habitants)
- 5 sièges à pourvoir au conseil communautaire (CC du Pays Tarusate)

| Tête de liste | Tête de liste | Parti(s) | Nuance | Premier tour | Premier tour | Second tour | Second tour | Sièges | Sièges |
| Tête de liste | Tête de liste | Parti(s) | Nuance | Voix         | %            | Voix        | %           | CM     | CC     |
| ------------- | ------------- | -------- | ------ | ------------ | ------------ | ----------- | ----------- | ------ | ------ |

### Saint-Martin-de-Seignanx
- Maire sortant : Julien Fichot (DVG)
- 29 sièges à pourvoir au conseil municipal (population légale 2022 : 6 123 habitants)
- 6 sièges à pourvoir au conseil communautaire (CC du Seignanx)

| Tête de liste | Tête de liste | Parti(s) | Nuance | Premier tour | Premier tour | Second tour | Second tour | Sièges | Sièges |
| Tête de liste | Tête de liste | Parti(s) | Nuance | Voix         | %            | Voix        | %           | CM     | CC     |
| ------------- | ------------- | -------- | ------ | ------------ | ------------ | ----------- | ----------- | ------ | ------ |

### Saint-Paul-lès-Dax
- Maire sortant : Julien Bazus (PS)
- 33 sièges à pourvoir au conseil municipal (population légale 2022 : 14 114 habitants)
- 11 sièges à pourvoir au conseil communautaire (Grand Dax Agglomération)

| Tête de liste | Tête de liste | Parti(s) | Nuance | Premier tour | Premier tour | Second tour | Second tour | Sièges | Sièges |
| Tête de liste | Tête de liste | Parti(s) | Nuance | Voix         | %            | Voix        | %           | CM     | CC     |
| ------------- | ------------- | -------- | ------ | ------------ | ------------ | ----------- | ----------- | ------ | ------ |

### Saint-Pierre-du-Mont
- Maire sortant : Joël Bonnet (DVD)
- 29 sièges à pourvoir au conseil municipal (population légale 2022 : 9 996 habitants)
- 8 sièges à pourvoir au conseil communautaire (Mont-de-Marsan Agglomération)

| Tête de liste | Tête de liste | Parti(s) | Nuance | Premier tour | Premier tour | Second tour | Second tour | Sièges | Sièges |
| Tête de liste | Tête de liste | Parti(s) | Nuance | Voix         | %            | Voix        | %           | CM     | CC     |
| ------------- | ------------- | -------- | ------ | ------------ | ------------ | ----------- | ----------- | ------ | ------ |

### Saint-Sever
- Maire sortant : Arnaud Tauzin (LR)
- 29 sièges à pourvoir au conseil municipal (population légale 2022 : 5 038 habitants)
- 12 sièges à pourvoir au conseil communautaire (CC Chalosse Tursan)

| Tête de liste | Tête de liste | Parti(s) | Nuance | Premier tour | Premier tour | Second tour | Second tour | Sièges | Sièges |
| Tête de liste | Tête de liste | Parti(s) | Nuance | Voix         | %            | Voix        | %           | CM     | CC     |
| ------------- | ------------- | -------- | ------ | ------------ | ------------ | ----------- | ----------- | ------ | ------ |

### Saint-Vincent-de-Paul
- Maire sortant : Henri Bedat (PS)
- 23 sièges à pourvoir au conseil municipal (population légale 2022 : 3 384 habitants)
- 3 sièges à pourvoir au conseil communautaire (Grand Dax Agglomération)

| Tête de liste | Tête de liste | Parti(s) | Nuance | Premier tour | Premier tour | Second tour | Second tour | Sièges | Sièges |
| Tête de liste | Tête de liste | Parti(s) | Nuance | Voix         | %            | Voix        | %           | CM     | CC     |
| ------------- | ------------- | -------- | ------ | ------------ | ------------ | ----------- | ----------- | ------ | ------ |

### Saint-Vincent-de-Tyrosse
- Maire sortant : Régis Gelez (PS)
- 29 sièges à pourvoir au conseil municipal (population légale 2022 : 8 051 habitants)
- 6 sièges à pourvoir au conseil communautaire (CC de Maremne-Adour-Côte-Sud)

| Tête de liste | Tête de liste | Parti(s) | Nuance | Premier tour | Premier tour | Second tour | Second tour | Sièges | Sièges |
| Tête de liste | Tête de liste | Parti(s) | Nuance | Voix         | %            | Voix        | %           | CM     | CC     |
| ------------- | ------------- | -------- | ------ | ------------ | ------------ | ----------- | ----------- | ------ | ------ |

### Sanguinet
- Maire sortante : Nathalie Soulage (DVC)
- 27 sièges à pourvoir au conseil municipal (population légale 2022 : 4 662 habitants)
- 4 sièges à pourvoir au conseil communautaire (CC des Grands Lacs)

| Tête de liste | Tête de liste | Parti(s) | Nuance | Premier tour | Premier tour | Second tour | Second tour | Sièges | Sièges |
| Tête de liste | Tête de liste | Parti(s) | Nuance | Voix         | %            | Voix        | %           | CM     | CC     |
| ------------- | ------------- | -------- | ------ | ------------ | ------------ | ----------- | ----------- | ------ | ------ |

### Seignosse
- Maire sortant : Pierre Pécastaings (RE)
- 27 sièges à pourvoir au conseil municipal (population légale 2022 : 3 914 habitants)
- 3 sièges à pourvoir au conseil communautaire (CC de Maremne-Adour-Côte-Sud)

| Tête de liste | Tête de liste | Parti(s) | Nuance | Premier tour | Premier tour | Second tour | Second tour | Sièges | Sièges |
| Tête de liste | Tête de liste | Parti(s) | Nuance | Voix         | %            | Voix        | %           | CM     | CC     |
| ------------- | ------------- | -------- | ------ | ------------ | ------------ | ----------- | ----------- | ------ | ------ |

### Soorts-Hossegor
- Maire sortant : Christophe Vignaud (DVD)
- 27 sièges à pourvoir au conseil municipal (population légale 2022 : 3 669 habitants)
- 3 sièges à pourvoir au conseil communautaire (CC de Maremne-Adour-Côte-Sud)

| Tête de liste | Tête de liste | Parti(s) | Nuance | Premier tour | Premier tour | Second tour | Second tour | Sièges | Sièges |
| Tête de liste | Tête de liste | Parti(s) | Nuance | Voix         | %            | Voix        | %           | CM     | CC     |
| ------------- | ------------- | -------- | ------ | ------------ | ------------ | ----------- | ----------- | ------ | ------ |

### Soustons
- Maire sortante : Frédérique Charpenel (PS)
- 29 sièges à pourvoir au conseil municipal (population légale 2022 : 8 445 habitants)
- 6 sièges à pourvoir au conseil communautaire (CC de Maremne-Adour-Côte-Sud)

| Tête de liste | Tête de liste | Parti(s) | Nuance | Premier tour | Premier tour | Second tour | Second tour | Sièges | Sièges |
| Tête de liste | Tête de liste | Parti(s) | Nuance | Voix         | %            | Voix        | %           | CM     | CC     |
| ------------- | ------------- | -------- | ------ | ------------ | ------------ | ----------- | ----------- | ------ | ------ |

### Tarnos
- Maire sortant : Marc Mabillet (PCF)
- 33 sièges à pourvoir au conseil municipal (population légale 2022 : 12 900 habitants)
- 15 sièges à pourvoir au conseil communautaire (CC du Seignanx)

| Tête de liste | Tête de liste | Parti(s) | Nuance | Premier tour | Premier tour | Second tour | Second tour | Sièges | Sièges |
| Tête de liste | Tête de liste | Parti(s) | Nuance | Voix         | %            | Voix        | %           | CM     | CC     |
| ------------- | ------------- | -------- | ------ | ------------ | ------------ | ----------- | ----------- | ------ | ------ |

### Tartas
- Maire sortant : Jean-François Broquères (RE)
- 23 sièges à pourvoir au conseil municipal (population légale 2022 : 3 174 habitants)
- 6 sièges à pourvoir au conseil communautaire (CC du Tarusate)

| Tête de liste | Tête de liste | Parti(s) | Nuance | Premier tour | Premier tour | Second tour | Second tour | Sièges | Sièges |
| Tête de liste | Tête de liste | Parti(s) | Nuance | Voix         | %            | Voix        | %           | CM     | CC     |
| ------------- | ------------- | -------- | ------ | ------------ | ------------ | ----------- | ----------- | ------ | ------ |

### Tosse
- Maire sortant : Jean-Claude Daulouède (DVD)
- 23 sièges à pourvoir au conseil municipal (population légale 2022 : 3 455 habitants)
- 2 sièges à pourvoir au conseil communautaire (CC de Maremne-Adour-Côte-Sud)

| Tête de liste | Tête de liste | Parti(s) | Nuance | Premier tour | Premier tour | Second tour | Second tour | Sièges | Sièges |
| Tête de liste | Tête de liste | Parti(s) | Nuance | Voix         | %            | Voix        | %           | CM     | CC     |
| ------------- | ------------- | -------- | ------ | ------------ | ------------ | ----------- | ----------- | ------ | ------ |